# Římskokatolická farnost Branná
Římskokatolická farnost Branná je územní společenství římských katolíků v děkanátu Šumperk s farním kostelem svatého Michaela archanděla.

## Historie farnosti
Kostel byl stavěn počátkem 17. století (vysvěcen 1614), tehdy jako evangelický kostel Zmrtvýchvstání Krista. V rámci reprezentativní přestavby sídla na Kolštejně jej budoval Hynek mladší Bruntálský z Vrbna, který měl za ženu Bohunku, dceru Karla staršího ze Žerotína. Zadlužil se a v roce 1615 musel panství prodat Petřvaldským z Petřvaldu. Po třicetileté válce převzali kostel katolíci a v Branné byla zřízena katolická farnost. V roce 1743 byl kostel stavebně upavován (nástavba zvonice, fasády), při té příležitosti bylo změněno jeho zasvěcení na dnešní. Další opravy proběhly po požáru roku 1852 a v roce 1907.

## Duchovní správci
Zatím posledním sídelním duchovním správcem byl R.D. Julius Žvak († 4. srpna 1996). Současným administrátorem excurrendo je k červnu 2018 R. D. ThLic. Piotr Grzybek.

## Bohoslužby
| Kostel                       | Místo     | Bohoslužba (den)       | Hodina                 | Poznámka        |
| ---------------------------- | --------- | ---------------------- | ---------------------- | --------------- |
| svatého Michaela archanděla  | Branná    | neděle                 | 8.00                   | farní kostel    |
| Zjevení Páně (sv. tří králů) | Ostružná  | sobota                 | 18.00                  | filiální kostel |
| Božského Srdce Páně          | Šléglov   | neslouží se pravidelně | neslouží se pravidelně | obecní kaple    |
| svatého Wolfganga            | Vikantice | neslouží se pravidelně | neslouží se pravidelně | filiální kostel |

## Aktivity ve farnosti
Fara, která je v současnosti (červen 2018) neobsazená, je využívána jako ubytování pro skautské oddíly, křesťanskou mládež, pro rodiny s dětmi, duchovní obnovy i příležitostné přespání při poutích.